# ستار
عبدالحسن ستّارپور (زادهٔ ۲۸ آبان ۱۳۲۸) که با نام هنری سَتّار شناخته می‌شود؛ خوانندهٔ ایرانی ساکن لس آنجلس است.

## زندگی
ستار با نام اصلی عبدالحسن ستارپور در ۲۸ آبان ماه ۱۳۲۸ در تهران متولد شد. دوران کودکی و نوجوانی خود را درمحله شهباز تهران سه راه شکوفه، کوچه درختی گذراند. ستار تحصیلات خود را در دبستان و دبیرستان اقبال به اتمام رساند و مدرک کارشناسی را در رشتهٔ اقتصاد سیاسی بین‌المللی از دانشگاه علامه طباطبایی گرفت. او در زمینه‌های مختلف هنری و ورزشی به‌خصوص فوتبال علاقه‌مند بود و در تیم‌های فوتبال بازی می‌کرد. حتی بعدها در جوانی و میان‌سالی نیز علاقه‌مند و پیگیر فوتبال بوده و کاپیتان تیم فوتبال هنرمندان نیز گردید.
استعداد ستار و مهارت او در موسیقی سنتی و اصیل ایرانی و پاپ ایرانی به او کمک کرد تا به یکی از محبوب‌ترین چهره‌های موسیقی ایران تبدیل شود. محبوبیت ستار در سن ۲۲ سالگی با خواندن ترانهٔ "خانه‌به‌دوش" که بر اساس سریال خانه‌به‌دوش (مراد برقی) به کارگردانی و بازیگری پرویز کاردان بود آغاز گشت. بعدها ستار ترانه‌های بسیاری از برنامه‌های رادیویی و تلویزیونی را خواند و جزء خوانندگان شاهنشاهی پهلوی گشت. تعداد ترانه‌های خوانده شده ستار در دهه پنجاه شمسی ۶۲ یا ۶۳ آهنگ ترانه بوده است (بنا بر گفته خود وی)
ستار، گوگوش، هایده و مهستی از جمله نخستین خوانندگانی بودند که پیش از انقلاب ۱۳۵۷ به‌طور رسمی از سوی دولت پادشاهی برای اجرای برنامه به کشورهای دیگر فرستاده شدند و بعد از آن حمیرا نیز به آنها پیوست. در طول تمام مدت انقلاب و تاکنون، ستار تنها خوانندهٔ ایرانی است که هنوز به دربارها و جشن‌های رسمی دولت‌های دیگر دعوت می‌شود. از ستار علاوه بر تعداد بیش از سیصد آهنگ ترانه در زمینه پاپ ایرانی، چند آهنگ ترانه خارجی و همچنین حدود بیست برنامهٔ بزم تلویزیونی، مناسبتهای نوروزی و شب یلدا در زمینه موسیقی اصیل ایرانی نیز برجای مانده است که همگی نشان تبحر و تسلط ستار در موسیقی پاپ و اصیل را می‌رساند.
ستار اولین خوانندهٔ ایرانی بود که با خوانندگان کشورهای دیگر در یک سالن برنامه اجرا کرد که از مهم‌ترین این برنامه‌ها، می‌توان به کنسرت ستار با گروه بونی ام در دههٔ هشتاد و در شهر لندن اشاره نمود. از دیگر فعالیت‌های بین‌المللی ستار، ضبط یک آلبوم با خوانندهٔ اسرائیلی «عیدان رایخل» است.

## فعالیت‌ها
ستار پس از خروج از ایران، عموماً به موسیقی‌های با ریتم آرام روی آورد. همکاری او با آهنگساز سرشناس ایرانی صادق نوجوکی، سبب تولید آثاری متفاوت همچون «سپید و سیاه»، «عروسی»، «آشتی»، «گل ناز» و… با صدای او و همچنین دو آلبوم، با نام‌های «گلایه» و «گل‌بانو» که آلبوم‌های سال وی نیز به‌شمار می‌روند، شد. آخرین آلبوم ستار «۴۰ سال خاطره» نام داشت.
ویژگی مهم آثار ستار دارا بودن تِم عاشقانه، اجتماعی
و سیاسی است. ستار چندین آهنگ سیاسی نیز دارد که نمونه‌های برجسته آن «گل پونه»، «مردم» و «رفراندوم» هستند که هر دوی آن‌ها را به همراه «شیفته» و «حسن شماعی‌زاده» خوانده است. ستار در دوران فعالیّت هنری خود با ترانه‌سرایانی همچون ایرج جنتی عطایی، اردلان سرفراز، شهیار قنبری، زویا زاکاریان، سعید طبیبی، منصور تهرانی، محمد صالح‌علاء، لیلا کسری، هما میرافشار، مسعود امینی، فرهنگ قاسمی، مسعود فردمنش، پاکسیما زکی‌پور و با آهنگسازانی مانند فرید زلاند، محمد حیدری، صادق نوجوکی، منوچهر چشم‌آذر، ناصر چشم‌آذر، لقمان ادهمی، جهانبخش پازوکی، کاظم عالمی، فریبرز لاچینی، تورج شعبان‌خانی، بابک افشار، واروژان، بابک بیات، انوشیروان روحانی، محمد شمس، حسن شماعی‌زاده، سورن، مسعود فردمنش، عماد رام، آندرانیک، فرخ آهی، حمید ندیری همکاری داشته است. ستار نزدیک به ۴۰ آلبوم و بزم به‌صورت رسمی مشترک و مستقل دارد وی با خوانندگانی مانند مهستی، هایده، شهره، الهه، شیفته، حسن شماعی‌زاده، مرتضی، داریوش و ابی نیز همکاری داشته است. ستار بعد ازگذشت بیشتر از پنجاه فعالیت در حوزه موسیقی بر اثر بیماری حنجره صدای خودش را از دست داد.

## ترانه‌شناسی

### ترانه‌های سیاسی
ازجمله ترانه‌های سیاسی که از ستار خوانده شده می‌توان به سه آهنگ ترانه "خونه و شهرغم" با ترانه‌های ایرج جنتی عطایی و آهنگ ترانه"باج" با ترانه شهیارقنبری اشاره کردکه در دهه ۵۰ شمسی خوانده شد که هر سه آهنگ کمی رنگ بوی سیاسی داشتند.
اما بعد از انقلاب ترانه‌های سیاسی ستار بیشتر نمود پیدا کرد که می‌توان به آهنگ ترانه های"زندان آزادی-حیدرخان-گل پونه-خاک-سپیدو سیاه-ایران ایران-ماروباش-مارمطلب-ای کاش-خاک خسته-قصه ما-عاشق (خدایامن غریب)-شناسنامه-سفرنامه-گذشته ها-هم وطن-دلم گرفته هموطن-عجب صبری خدا دارد-کاشکی شاه بودم-فریب-عاشقای ایرون-نسل من گمشده-اینجا کجاست-رضا شاه دوم-شهبانو-دیدار در دماوند-رفراندوم-اعلامیه-گذشت-شازده ما-دلخون-وطنم-خونستان-مردم… اشاره کرد

## بیماری و تأثیر بر صدای ستار
حمید شب خیز در فروردین ۱۴۰۴ با اعلام خبر بیماری ستار گفت: متأسفانه ستار دیگر نمی‌تواند بخواند چون به یک بیماری خاص دچار شده و عوارض این بیماری باعث شده حنجره اش آسیب ببیند.

## خوانندهٔ فیلم
- ۱۳۵۷ - امشب اشکی می‌ریزد (ترانه شب ویرونی، شعر از اردلان سرفراز، آهنگ از فریدون خشنود)
- ۱۳۵۶ - گل‌های کاغذی (ترانه گل‌های کاغذی و چشمای تو، شعر از شرمین شجره، آهنگ از تورج شعبان‌خانی)
- ۱۳۵۵ - اگر برگی نریزد (ترانه آخرین برگ، شعر از جهانگیر صالحی، آهنگ از سلیمان اکبرزاده، تنظیم مصطفی کسروی)
- ۱۳۵۵ - شام آخر (ترانه شام آخر، شعر از شهیار قنبری، آهنگ و تنظیم از واروژان)
- ۱۳۵۴ - قرار بزرگ (ترانه فاتح و کاشکی همراه با آواز ابتدایی ترانه، ترانه از محمدعلی شیرازی، آهنگ از منوچهر چشم‌آذر)
- ۱۳۵۴ - مرد ناآرام (ترانه زخم، ترانه‌سرا: اردلان سرفراز، آهنگساز فرید زلاند، تنظیم از منوچهر چشم‌آذر)
- ۱۳۵۴ - هیچکی بابا نمیشه (ترانه فریب، ترانه‌سرا: محمدعلی شیرازی، آهنگ و تنظیم از واروژان)
- ۱۳۵۳ - مراد برقی و هفت دخترون (ترانه خانه‌به‌دوش، شعر از ایرج جنتی عطایی، آهنگ از بابک بیات)
- ۱۳۵۳ - قصه عشق (سریال) (ترانه شهر غم، شعر از ایرج جنتی عطایی، آهنگ از بابک بیات)

## جوایز و افتخارات
در شب جمع‌آوری وجوه خیریه برای تکمیل دانشنامهٔ ایرانیکا در لندن و در مراسمی که به همت مجیک پرشیا برگزار شده‌بود، پروفسور مصطفی دربیانی رئیس مؤسسهٔ بین‌المللی مطالعات عالیه (IFSI) شاخهٔ مطالعات معاصر، به ستار خوانندهٔ برجستهٔ ایران دکترای افتخاری در رشتهٔ موسیقی اهدا کرد.
ستار برخلاف برخی خوانندگان دیگر همچون داریوش، ابی، گوگوش، لیلا فروهر، نوش‌آفرین و… تجربهٔ بازی در فیلمی را ندارد. هرچند بنا به گفتهٔ او، پیشنهادهای زیادی در این زمینه به ستار می‌شود و حتی یکی از این پیشنهادها که قرار بود ستار در آن به ایفای نقش دانشجویی بپردازد خیلی جدی می‌شود ولی این اتفاق صورت نمی‌گیرد. اما صدای ستار در آن دوران در تعدادی از فیلم‌ها و سریال‌ها پخش شد و فعالیت‌های او در این عرصه به هشت فیلم و یک سریال محدود شد.